# Conomitra (slak)
Conomitra is een geslacht van weekdieren uit de klasse van de Gastropoda (slakken).

## Soorten
- Conomitra caribbeana Weisbord, 1929
- Conomitra leonardhilli Petuch, 1987
- Conomitra lindae Petuch, 1987